# ティエリー・オメイエール
ティエリー・オメイエール（Thierry Omeyer、1976年11月2日 - ）は、フランス共和国オー＝ラン県ミュルーズ出身のハンドボール選手。LNHディヴィジオン・アンのパリ・サンジェルマン・ハンドボール所属。

## 経歴
1994年からSCセレスタ・ハンドボールでプレー。
2000年にモンペリエ・ハンドボールへ移籍。
2006年にドイツ・ハンドボール・ブンデスリーガのTHWキールへ移籍。
2013年に古巣のモンペリエへ復帰。
2014年にパリ・サンジェルマンへ移籍。
2017年の世界選手権では自身5度目となる金メダルを獲得し、同大会限りでフランス代表から引退することを発表した。

## 詳細情報

### 年度別成績
| 年      | リーグ     | チーム     | 試合 | FS 阻止 | 率   | 7m 阻止 | 率   |
| ------- | ---------- | ---------- | ---- | ------- | ---- | ------- | ---- |
| 2013-14 | フランスD1 | モンペリエ | 25   | 190/524 | .363 | 12/44   | .273 |
| 2014-15 | フランスD1 | PSG        | 25   | 242/629 | .385 | 18/72   | .250 |
| 2015-16 | フランスD1 | PSG        | 25   | 315/839 | .375 | 24/97   | .304 |
| 2016-17 | フランスD1 | PSG        | 26   | 222/610 | .364 | 13/64   | .203 |
| 2017-18 | フランスD1 | PSG        | 26   | 168/497 | .338 | 18/78   | .231 |
| 2018-19 | フランスD1 | PSG        | 26   | 162/452 | .358 | 13/59   | .220 |

- 各年度の太字はリーグ最高